# As Sereias e Ulisses
As Sereias e Ulisses é uma pintura a óleo sobre tela de grande dimensão do artista inglês William Etty, exibida pela primeira vez em 1837. O quadro mostra uma cena de Odisseia, de  Homero,  na qual Ulisses (Odisseu) resiste à canção de encantar Sereia, ao ter sido atado pelos membros da tripulação do seu navio, enquanto estes taparam os seus próprios ouvidos para evitarem ouvir a canção.
Embora tradicionalmente as Sereias sejam ilustradas como uma Quimera, parte humana e parte animal, Etty pintou-as como jovens mulheres nuas, numa ilha cheia de corpos em decomposição. A pintura dividiu as opiniões na época da sua primeira exibição, com alguns críticos a elogiar grandemente a obra, enquanto outros consideraram o trabalho insípido e desagradável. Possivelmente devido à sua grande dimensão, 442.5 cm por 297 cm, a pintura não obteve sucesso financeiro, sendo comprada mais tarde, no mesmo ano da exibição, por um baixo valor, pelo negociador de arte de Manchester Daniel Grant. Grant morreu pouco depois, e o seu irmão doou a pintura à Royal Manchester Institution.
As Sereias e Ulisses foi pintada com a utilização de uma técnica experimental, a qual causava a deterioração da tinta logo depois de ter sido pintada. Foi exibida numa grande exposição em Londres dos trabalhos de Etty em 1849 e em an Exposição de Tesouros Artísticos de 1857 em Manchester, mas foi considerada como estando num estado de conservação muito mau para ser exibida ao público de forma contínua, e foi colocada no arquivo da galeria. O seu restauro teve início em 2003, e em 2010 a pintura foi exposta na Manchester Art Gallery, mais de 150 anos depois de ter ido para um armazém.

## Contexto
William Etty (1787-1849) foi aprendiz em Hull, mas ao completar seus estudos, aos 18 anos, mudou-se para Londres para se tornar um artista. Fortemente influenciado pelas obras de Titian e Rubens, tornou-se famoso por pintar figuras nuas em ambientes bíblicos, literários e mitológicos. Enquanto muitos de seus colegas o admiravam e o elegeram como um academicista real em 1828, outros condenaram o conteúdo de seu trabalho como indecente.
Ao longo de sua carreira, Etty foi altamente apreciado pelo influente advogado Thomas Myers, que tinha um bom conhecimento da mitologia clássica. A partir de 1832, Myers começou a escrever regularmente a Etty para sugerir temas potenciais para pinturas. Myers estava convencido de que havia um mercado significativo para grandes pinturas e o encorajou a fazer tais obras. Em 1834, ele sugeriu o tema de Ulisses ("Odisseu" no grego original) encontrando as sereias, uma cena da Odisseia na qual a tripulação de um navio navega após a casa da ilha das sereias. Essas figuras mitológicas eram famosas pela beleza de seus cantos, que atraiam marinheiros para a morte certa. Ulisses já sabia dos encantamentos e temia cair em tal emboscada, então sua equipe o amarrou no mastro do navio sob ordens estritas para não destrancá-lo, após isso, eles bloquearam os ouvidos até que estivessem bem fora do alcance da ilha.

## Composição
A obra mostra três sereias cantando em uma ilha, cercadas por cadáveres de pastores mortos. Ulysses é visível no fundo, amarrado ao mastro de seu navio, enquanto nuvens escuras se levantam, compondo um ambiente sombrio. Ulysses parece maior do que seus companheiros marinheiros, enquanto as Sereias mantêm seus braços em poses dramáticas tradicionais e têm uma aparência muito semelhante. O biógrafo de Etty, Leonard Robinson, acredita que provavelmente o autor pintou o mesmo modelo em três poses diferentes. Etty racionalizou a aparência totalmente humana de suas Sereias, explicando que suas formas se tornaram completamente humanas uma vez fora do mar, abordagem seguida por vários pintores posteriores do assunto. 
A pintura foi o maior trabalho de Etty desde então, medindo 442,5 cm por 297 cm. O trabalho foi concluído em 1837 e exibido na Royal Academy of Arts naquele ano. Possivelmente devido ao seu tamanho, As Sereias e Ulysses não venderam na Exposição de Verão de 1837, mas um rico comerciante de algodão, chamado Daniel Grant, o comprou em outubro daquele mesmo ano. Após a morte de Grant, em 1839, a obra foi doada para  a instituição Royal Manchester

## Restauração
Etty usou técnicas experimentais para fazer A sereias e Ulysses, usando uma cola forte como um estabilizador de tinta que fez a tinta secar dura e quebradiça. [Desde o momento em que foi pintada, começou a deteriorar-se.Depois de ter sido exibida na Exposição dos Tesouros da Arte de 1857, foi considerada em uma condição muito pobre para exibição pública e foi colocado em armazenamento de longo prazo nos arquivos da Royal Manchester  e seu sucessor, o Manchester Art Gallery. Em meados do século 20, houve uma série de tentativas mal sucedidas para reparar a obra. Uma dessas tentativas de limpar a pintura involuntariamente danificou ainda mais a tinta.
Em 2003, a equipe da Manchester Art Gallery determinou que, se o trabalho de conservação não fosse realizado, a pintura em breve seria irremediável. A Fundação Esmée Fairbairn e o AXA Art Insurance forneceram financiamento para a restauração. Uma tela de substituição para a qual a pintura havia sido anexada na década de 1930 foi removida. Em seguida, utilizou-se uma mistura de adesivo e giz  para restaurar a superfície da pintura e a tinta adicionada durante a tentativa de restauração anterior foi removida. Uma nova camada dupla de tela foi adicionada na parte de trás da pintura, e as três camadas foram coladas juntas. Em 2006, a pintura reparada foi movida de volta dos estúdios de conservação para a Manchester Art Gallery.